# Hugo Miguel Fernandes Vieira
Hugo Miguel Fernandes Vieira (Braga, 11 de Agosto de 1976) é um futebolista português que joga habitualmente a defesa.
No final da época 2008/2009 deixou o Vitória de Setúbal e ingressou no Sport Clube Beira-Mar.